# Kersey Tye
Kersey Tye is een gehucht in het bestuurlijke gebied Babergh, in het Engelse graafschap Suffolk. Het gehucht heeft een monumentaal pand, het Bridges Farmhouse.